# Ajman Club
L'Ajman Club (in arabo:نادي عجمان) è una squadra di calcio con base ad Ajman negli Emirati Arabi Uniti. La squadra attualmente milita nella UAE Arabian Gulf League, la massima competizione calcistica degli Emirati Arabi Uniti.
La squadra gioca le sue partite casalinghe all'Ajman Stadium che può ospitare fino a 10.000 spettatori.

## Storia
La squadra ha militato per molte stagioni nella UAE Arabian Gulf League senza mai riuscire a vincerla, ma restando per molti anni ai vertici del calcio Emiratino, poi nella stagione 2009-2010 la squadra è stata retrocessa nella UAE Second Division, ma dopo una sola stagione passata nella UAE Second Division la squadra è stata nuovamente promossa nella UAE Arabian Gulf League.
Tra i successi della squadra c'è anche una Coppa del Presidente vinta nella stagione 1983-1984 e una UAE Federation Cup vinta nella stagione 2010-2011.
Nel 2013 si aggiudica la sua prima edizione della Etisalat Emirates Cup grazie alla vittoria per 2-1 contro l'Al Jazira.

## Palmarès

### Competizioni nazionali
- Coppa del Presidente:1

1983-1984
- UAE League Cup: 1

2012-2013
- UAE Division 1: 2

2010-2011, 2016-2017
- UAE Vice-President Cup: 2

2010-2011, 2016-2017

### Altri piazzamenti
- UAE Division 1:

Terzo posto: 2015-2016
- Etisalat Emirates Cup:

Finalista: 2009-2010

## Rosa 2024-2025
Aggiornata al 3 novembre 2024
| N. |                                | Ruolo | Calciatore            |
| -- | ------------------------------ | ----- | --------------------- |
| 1  | Emirati Arabi Uniti (bandiera) | P     | Ahmed Yaqoub          |
| 2  | Emirati Arabi Uniti (bandiera) | D     | Abdelrahman Rakan     |
| 3  | Emirati Arabi Uniti (bandiera) | D     | Abdullah Al-Junaibi   |
| 7  | Giamaica (bandiera)            | A     | Junior Flemmings      |
| 8  | Emirati Arabi Uniti (bandiera) | D     | Mohammed Ismael       |
| 9  | Marocco (bandiera)             | A     | Walid Azarou          |
| 10 | Tunisia (bandiera)             | C     | Haykeul Chikhaoui     |
| 11 | Emirati Arabi Uniti (bandiera) | C     | Abdulla Abdelaziz     |
| 12 | Emirati Arabi Uniti (bandiera) | D     | Mohammed Nasser       |
| 14 | Tunisia (bandiera)             | D     | Fradj Ben Njima       |
| 16 | Serbia (bandiera)              | D     | Aleksandar Vasiljević |
| 17 | Emirati Arabi Uniti (bandiera) | C     | Saif Rashid           |
| 19 | Camerun (bandiera)             | A     | Rocky Marciano        |
| 20 | Emirati Arabi Uniti (bandiera) | C     | Hassan Ibrahim Saqer  |
| 21 | Emirati Arabi Uniti (bandiera) | D     | Waleed Al-Yamahi      |
| 22 | Marocco (bandiera)             | D     | Mohamed Souboul       |

| N. |                                | Ruolo | Calciatore         |
| -- | ------------------------------ | ----- | ------------------ |
| 24 | Emirati Arabi Uniti (bandiera) | D     | Ahmed Eissa        |
| 26 | Emirati Arabi Uniti (bandiera) | C     | Bilal Yousif       |
| 28 | Emirati Arabi Uniti (bandiera) | D     | Saoud Saeed        |
| 30 | Emirati Arabi Uniti (bandiera) | P     | Yousef Ahmed Safar |
| 31 | Marocco (bandiera)             | C     | Yassine Jabri      |
| 33 | Serbia (bandiera)              | D     | Miloš Kosanović    |
| 34 | Emirati Arabi Uniti (bandiera) | A     | Humaid Jamal       |
| 37 | Marocco (bandiera)             | C     | Ayman El Hassouni  |
| 39 | Oman (bandiera)                | D     | Aied Khamis        |
| 57 | Emirati Arabi Uniti (bandiera) | C     | Isam Faiz          |
| 67 | Marocco (bandiera)             | C     | Anas Mtitache      |
| 80 | Emirati Arabi Uniti (bandiera) | A     | Lithierry          |
| 81 | Emirati Arabi Uniti (bandiera) | P     | Ali Al-Hosani      |
| 90 | Emirati Arabi Uniti (bandiera) | C     | Obaid Al-Zaabi     |
| 94 | Emirati Arabi Uniti (bandiera) | C     | Obaid Al-Mehri     |
| 96 | Emirati Arabi Uniti (bandiera) | P     | Mohamed Yousif     |
| 99 | Brasile (bandiera)             | A     | Victor Henrique    |

## Rosa 2022-2023
Aggiornata al 23 maggio 2023
| N. |                                | Ruolo | Calciatore                                  |
| -- | ------------------------------ | ----- | ------------------------------------------- |
| 1  | Emirati Arabi Uniti (bandiera) | P     | Ahmed Yaqoub                                |
| 3  | Emirati Arabi Uniti (bandiera) | D     | Abdullah Al-Junaibi                         |
| 4  | Emirati Arabi Uniti (bandiera) | D     | Abdulrahman Rakan                           |
| 5  | Emirati Arabi Uniti (bandiera) | C     | Nasser Abdulhadi                            |
| 6  | Tunisia (bandiera)             | D     | Nader Ghandri                               |
| 7  | Bahrein (bandiera)             | C     | Ali Madan (in prestio dal Riffa)            |
| 8  | Emirati Arabi Uniti (bandiera) | C     | Hussain Abdulrahman                         |
| 9  | Marocco (bandiera)             | A     | Walid Azarou                                |
| 10 | Tunisia (bandiera)             | C     | Haykeul Chikhaoui                           |
| 11 | Emirati Arabi Uniti (bandiera) | C     | Mohammed Helal                              |
| 12 | Emirati Arabi Uniti (bandiera) | D     | Mohammed Nasser                             |
| 13 | Emirati Arabi Uniti (bandiera) | D     | Sabil Jassem                                |
| 14 | Rep. del Congo (bandiera)      | C     | Prestige Mboungou                           |
| 15 | Serbia (bandiera)              | D     | Novak Vuković                               |
| 16 | Brasile (bandiera)             | C     | Gianluca Muniz (in prestito dall' Al Wahda) |
| 17 | Emirati Arabi Uniti (bandiera) | C     | Saif Rashid (in prestito dallo Sharjah)     |
| 18 | Emirati Arabi Uniti (bandiera) | D     | Mohammed Ismael                             |

| N. |                                | Ruolo | Calciatore         |
| -- | ------------------------------ | ----- | ------------------ |
| 19 | Camerun (bandiera)             | A     | Rocky Marciano     |
| 20 | Emirati Arabi Uniti (bandiera) | D     | Mohammed Jaber     |
| 21 | Emirati Arabi Uniti (bandiera) | D     | Waleed Al-Yamahi   |
| 23 | Emirati Arabi Uniti (bandiera) | C     | Abdulla Abdelaziz  |
| 24 | Emirati Arabi Uniti (bandiera) | D     | Ahmed Eissa        |
| 26 | Emirati Arabi Uniti (bandiera) | C     | Bilal Yousif       |
| 28 | Emirati Arabi Uniti (bandiera) | D     | Saoud Saeed        |
| 30 | Emirati Arabi Uniti (bandiera) | P     | Yousef Ahmed Safar |
| 31 | Marocco (bandiera)             | C     | Yassine Jabri      |
| 57 | Marocco (bandiera)             | C     | Isam Faiz          |
| 67 | Marocco (bandiera)             | C     | Anas Mtitache      |
| 77 | Emirati Arabi Uniti (bandiera) | C     | Rashed Nooh        |
| 81 | Emirati Arabi Uniti (bandiera) | P     | Ali Al-Hosani      |
| 90 | Emirati Arabi Uniti (bandiera) | C     | Obaid Al-Zaabi     |
| 94 | Emirati Arabi Uniti (bandiera) | C     | Obaid Al-Mehri     |
| 96 | Emirati Arabi Uniti (bandiera) | P     | Mohamed Yousef     |

## Rosa 2021-2022
Aggiornata al 28 aprile 2022
| N. |                                | Ruolo | Calciatore          |
| -- | ------------------------------ | ----- | ------------------- |
| 1  | Emirati Arabi Uniti (bandiera) | P     | Saeed Abdullah      |
| 3  | Emirati Arabi Uniti (bandiera) | D     | Abdullah Al-Junaibi |
| 4  | Emirati Arabi Uniti (bandiera) | D     | Abdulrahman Rakan   |
| 5  | Emirati Arabi Uniti (bandiera) | C     | Mohammed Ahmad      |
| 6  | Slovenia (bandiera)            | D     | Miral Samardžič     |
| 7  | Emirati Arabi Uniti (bandiera) | C     | Tareq Al-Khodaim    |
| 8  | Emirati Arabi Uniti (bandiera) | C     | Hussain Abdulrahman |
| 9  | Emirati Arabi Uniti (bandiera) | C     | Mohammed Helal      |
| 10 | Marocco (bandiera)             | A     | Walid Azarou        |
| 11 | Brasile (bandiera)             | A     | Leandro Spadacio    |
| 13 | Emirati Arabi Uniti (bandiera) | D     | Ahmed Yaqoub        |
| 14 | Emirati Arabi Uniti (bandiera) | C     | Ammar Ali           |
| 15 | Serbia (bandiera)              | D     | Novak Vuković       |
| 16 | Emirati Arabi Uniti (bandiera) | C     | Fahad Ahmed         |
| 18 | Emirati Arabi Uniti (bandiera) | D     | Mohammed Ismael     |
| 19 | Emirati Arabi Uniti (bandiera) | D     | Talal Abduljalil    |
| 21 | Emirati Arabi Uniti (bandiera) | D     | Waleed Al-Yamahi    |
| 22 | Emirati Arabi Uniti (bandiera) | A     | Saeed Jassim        |
| 23 | Emirati Arabi Uniti (bandiera) | D     | Rashid Malallah     |
| 24 | Emirati Arabi Uniti (bandiera) | D     | Ahmed Eissa         |

| N. |                                | Ruolo | Calciatore          |
| -- | ------------------------------ | ----- | ------------------- |
| 25 | Marocco (bandiera)             | A     | Issam Shaitit       |
| 26 | Emirati Arabi Uniti (bandiera) | C     | Bilal Yousif        |
| 27 | Emirati Arabi Uniti (bandiera) | A     | Abdullah Al-Sowaidi |
| 28 | Emirati Arabi Uniti (bandiera) | D     | Saoud Saeed         |
| 29 | Gambia (bandiera)              | A     | Bubacarr Trawally   |
| 30 | Emirati Arabi Uniti (bandiera) | P     | Yousef Ahmed        |
| 32 | Emirati Arabi Uniti (bandiera) | D     | Abdullah Jassim     |
| 33 | Emirati Arabi Uniti (bandiera) | C     | Mohammed Saleh      |
| 45 | Emirati Arabi Uniti (bandiera) | D     | Khalfan Khalid      |
| 50 | Emirati Arabi Uniti (bandiera) | D     | Saeed Suleiman      |
| 60 | Emirati Arabi Uniti (bandiera) | P     | Abdulrahman Saeed   |
| 61 | Emirati Arabi Uniti (bandiera) | C     | Mohammed Al-Hammadi |
| 62 | Marocco (bandiera)             | C     | Isam Faiz           |
| 70 | Emirati Arabi Uniti (bandiera) | C     | Khalifa Ali         |
| 77 | Emirati Arabi Uniti (bandiera) | C     | Rashed Nooh         |
| 78 | Emirati Arabi Uniti (bandiera) | C     | Abdulla Abdelaziz   |
| 81 | Emirati Arabi Uniti (bandiera) | P     | Ali Al-Hosani       |
| 88 | Tunisia (bandiera)             | C     | Mohamed Ben Larbi   |
| 89 | Emirati Arabi Uniti (bandiera) | C     | Humaid Saleh        |

## Rosa 2019-2020
| N. |                                | Ruolo | Calciatore          |
| -- | ------------------------------ | ----- | ------------------- |
| 1  | Emirati Arabi Uniti (bandiera) | P     | Jaber Jassem        |
| 2  | Emirati Arabi Uniti (bandiera) | D     | Mohammed Yaqoub     |
| 3  | Emirati Arabi Uniti (bandiera) | D     | Mohammed Sebil      |
| 7  | Emirati Arabi Uniti (bandiera) | C     | Mohammed Al-Khodaim |
| 8  | Emirati Arabi Uniti (bandiera) | C     | Hussain Abdurahman  |
| 11 | Emirati Arabi Uniti (bandiera) | C     | Hassan Abdurahman   |
| 12 | Brasile (bandiera)             | C     | Vander Vieira       |
| 14 | Emirati Arabi Uniti (bandiera) | A     | Abdullah Al-Jamhi   |
| 17 | Emirati Arabi Uniti (bandiera) | P     | Hamad Khaled        |
| 18 | Emirati Arabi Uniti (bandiera) | C     | Abdullah Malallah   |
| 21 | Emirati Arabi Uniti (bandiera) | D     | Waleed Al-Yamahi    |
| 23 | Emirati Arabi Uniti (bandiera) | D     | Rashed Malallah     |
| 26 | Emirati Arabi Uniti (bandiera) | D     | Mohammed Ahmed      |
| 28 | Emirati Arabi Uniti (bandiera) | D     | Saoud Suhail        |
| 30 | Emirati Arabi Uniti (bandiera) | P     | Yousef Al-Bloushi   |
| 31 | Emirati Arabi Uniti (bandiera) | D     | Ismaeel Al-Bloushi  |

| N. |                                | Ruolo | Calciatore              |
| -- | ------------------------------ | ----- | ----------------------- |
| 33 | Emirati Arabi Uniti (bandiera) | C     | Mohammed Saleh Sulaiman |
| 34 | Emirati Arabi Uniti (bandiera) | D     | Khaled Al-Rezzi         |
| 45 | Emirati Arabi Uniti (bandiera) | A     | Saoud Faraj             |
| 55 | Emirati Arabi Uniti (bandiera) | D     | Hassan Zahran           |
| 60 | Emirati Arabi Uniti (bandiera) | D     | Abdullah Ahmed          |
| 70 | Emirati Arabi Uniti (bandiera) | D     | Abdulrahman Ahmed       |
| 71 | Emirati Arabi Uniti (bandiera) | A     | Waleed Khaled           |
| 81 | Emirati Arabi Uniti (bandiera) | P     | Ali Al-Hosani           |
| 89 | Emirati Arabi Uniti (bandiera) | C     | Humaid Abdullah         |
|    | Emirati Arabi Uniti (bandiera) | D     | Waheed Ismail           |
|    | Mali (bandiera)                | C     | Tongo Doumbia           |
|    | Marocco (bandiera)             | C     | Esam Fayez              |
|    | Emirati Arabi Uniti (bandiera) | A     | Mohammed Ibrahim        |
|    | Nigeria (bandiera)             | A     | Godwin Mensha           |
|    | Ghana (bandiera)               | A     | William Owusu           |

## Rosa 2011-2012
| N. |                                | Ruolo | Calciatore           |
| -- | ------------------------------ | ----- | -------------------- |
| 1  | Emirati Arabi Uniti (bandiera) | P     | Jaber Jasim          |
| 2  | Emirati Arabi Uniti (bandiera) | D     | Adel Mohamed         |
| 3  | Emirati Arabi Uniti (bandiera) | D     | Sameer Ibrahim       |
| 4  | Emirati Arabi Uniti (bandiera) | C     | Salah Abbas Yasin    |
| 5  | Emirati Arabi Uniti (bandiera) | D     | Mohamed Rashed Saeed |
| 6  | Emirati Arabi Uniti (bandiera) | D     | Khalaf Ismail        |
| 7  | Emirati Arabi Uniti (bandiera) | D     | Talal Mubarak        |
| 8  | Emirati Arabi Uniti (bandiera) | C     | Qasem Abdulredha     |
| 9  | Libano (bandiera)              | A     | Hassan Maatouk       |
| 10 | Algeria (bandiera)             | C     | Karim Kerkar         |
| 11 | Senegal (bandiera)             | A     | Ibrahima Touré       |
| 14 | Emirati Arabi Uniti (bandiera) | A     | Mohamed Zahran       |
| 15 | Emirati Arabi Uniti (bandiera) | C     | Jasim Ali Mohammed   |
| 16 | Emirati Arabi Uniti (bandiera) | C     | Ali Khamis           |
| 17 | Emirati Arabi Uniti (bandiera) | P     | Ali Mesmari          |
| 18 | Emirati Arabi Uniti (bandiera) | C     | Ahmed Al-Yassi       |

| N. |                                | Ruolo | Calciatore         |
| -- | ------------------------------ | ----- | ------------------ |
| 20 | Emirati Arabi Uniti (bandiera) | C     | Abdulla Khames     |
| 22 | Emirati Arabi Uniti (bandiera) | A     | Abdulaziz Ismail   |
| 24 | Emirati Arabi Uniti (bandiera) | D     | Rashid Abdulrahman |
| 25 | Emirati Arabi Uniti (bandiera) | D     | Salem Obaid        |
| 26 | Emirati Arabi Uniti (bandiera) | A     | Mubarak Salem      |
| 28 | Emirati Arabi Uniti (bandiera) | C     | Khalifa Galeeb     |
| 30 | Costa d'Avorio (bandiera)      | A     | Olivier Tia        |
| 31 | Emirati Arabi Uniti (bandiera) | D     | Jasem Ali Mohamed  |
| 32 | Emirati Arabi Uniti (bandiera) | D     | Mohammad Yaqoob    |
| 50 | Emirati Arabi Uniti (bandiera) | P     | Mohamed Sulaiman   |
| 70 | Emirati Arabi Uniti (bandiera) | D     | Ibrahim Syif       |
| 77 | Emirati Arabi Uniti (bandiera) | D     | Awadh Yasim        |
| 80 | Emirati Arabi Uniti (bandiera) | P     | Najeeb Al Jasmi    |
| 87 | Emirati Arabi Uniti (bandiera) | A     | Abdulla Hassan     |
| 88 | Emirati Arabi Uniti (bandiera) | P     | Mohamed Al Tamimi  |
| 90 | Emirati Arabi Uniti (bandiera) | A     | Abdulla Ali Salem  |

## Record nella Pro League
| Stagione | Lvl. | Tms. | Pos. | Coppa del Presidente | UAE League Cup   |
| -------- | ---- | ---- | ---- | -------------------- | ---------------- |
| 2008–09  | 1    | 12   | 9°   | Turno Preliminare    | Primo Turno      |
| 2009–10  | 1    | 12   | 12°  | Quarti di Finale     | Finalista        |
| 2010-11  | 2    | 8    | 1°   | Ottavi di Finale     | —                |
| 2011–12  | 1    | 12   | 7°   | Quarti di Finale     | Primo Turno      |
| 2012–13  | 1    | 14   | 10°  | Ottavi di Finale     | Campioni         |
| 2013–14  | 1    | 14   | 10°  | Ottavi di Finale     | Primo Turno      |
| 2014–15  | 1    | 14   | 13°  | Ottavi di Finale     | Primo Turno      |
| 2015–16  | 2    | 9    | 3°   | Ottavi di Finale     | —                |
| 2016–17  | 2    | 12   | 1°   | Turno Preliminare    | —                |
| 2017–18  | 1    | 12   | 8°   | Ottavi di Finale     | Primo Turno      |
| 2018–19  | 1    | 14   | 7°   | Ottavi di Finale     | Primo Turno      |
| 2019–20  | 1    | 14   | 10°  | Ottavi di Finale     | Primo Turno      |
| 2020–21  | 1    | 14   | 12°  | Quarti di Finale     | Primo Turno      |
| 2021–22  | 1    | 14   | 7°   | Ottavi di Finale     | Quarti di Finale |
| 2022–23  | 1    | 14   | 6°   | Semifinali           | Primo turno      |
| 2023–24  | 1    | 14   | 9°   | Quarti di finale     | Primo turno      |

Legenda
- Pos. = Posizione
- Tms. = Numero di Squadre
- Lvl. = Divisione